# Rogaška Slatina
Rogaška Slatina là một khu tự quản (tiếng Slovenia: občine, số ít – občina) trong vùng Savinjska của Slovenia. Rogaška Slatina có diện tích 71.5 km2, dân số là theo điều tra ngày 31 tháng 3 năm 2002 là 10544 người. Thủ phủ khu tự quản Rogaška Slatina đóng tại Rogaška Slatina.